# Schwedischer Kalender
Der schwedische Kalender, der vom 1. März 1700 bis zum 30. Februar 1712 in Gebrauch war, entsprach dem julianischen Kalender mit einer Differenz von einem Tag.
Im November 1699 beschloss Karl XII., in Schweden den gregorianischen Kalender mit dem Jahr 1700 einzuführen. Man wollte allerdings nicht die gesamte Differenz von elf Tagen überspringen, wie dies bereits in einigen anderen Ländern erfolgt war, sondern in den nächsten elf Schaltjahren den Schalttag auslassen und so den gregorianischen Kalender am 1. März 1740 einholen.

## 30 Tage im Februar

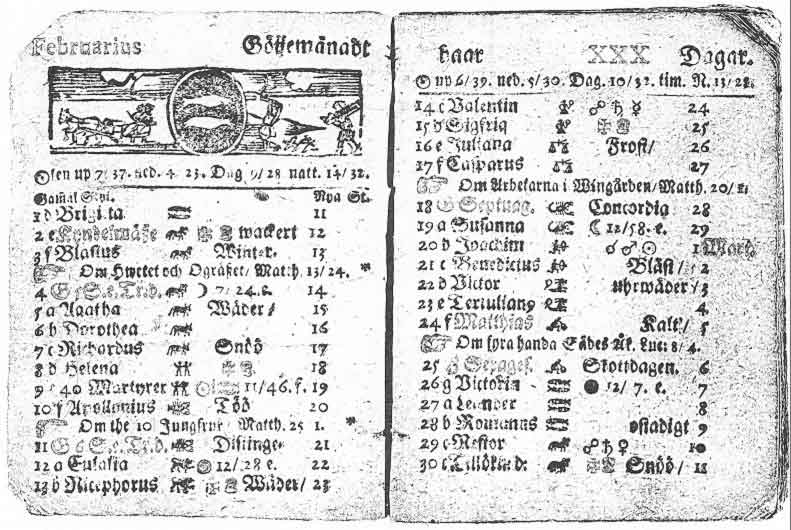
Seite aus dem schwedischen Kalender für das Jahr 1712 – rechts unten ist der 30. Februar verzeichnet

Dem Plan entsprechend wurde im Jahr 1700 der Schalttag weggelassen, aber in den folgenden Schaltjahren (1704 und 1708) wurden keine Tage übersprungen. Im Januar 1711 entschied Karl XII., den schwedischen Kalender aufzugeben, da er in keiner anderen Nation benutzt wurde, und kehrte zum alten Kalender zurück. Im Jahr 1712, einem Schaltjahr, wurde dem Februar zusätzlich zum 29. Februar ein weiterer Schalttag hinzugefügt, so dass der Februar 1712 nun 30 Tage hatte (siehe: 30. Februar).

## Übergang zum gregorianischen Kalender
Ab dem 1. März 1712 galt wieder der julianische Kalender. Die Bestimmung des Osterdatums erfolgte wie bisher nach dem Verfahren des julianischen Kalenders. 1740 führte Schweden auf Vorschlag von Celsius die astronomische Osterbestimmung ein wie im verbesserten Kalender von Weigel (Rudolfinische Tafeln, Bezugslängengrad der Tychonischen Sternwarte Uraniborg auf der Insel Ven). 1753 führte Schweden eine weitere Kalenderreform durch und ließ auf den 17. Februar unmittelbar den 1. März folgen. Damit war der gregorianische Kalender zwar faktisch (außer der Osterrechnung) gültig, aber Schweden akzeptierte erst 1844 die gregorianischen Regeln zur Berechnung des Osterdatums. Ginzel stellt die komplizierte Situation und die Abweichungen der Osterdaten detailliert dar.